# Norwalk, Iowa
Norwalk är en stad (city) i Polk County, och  Warren County, i delstaten Iowa, USA. Enligt United States Census Bureau har staden en folkmängd på 9 044 invånare (2011) och en landarea på 27,8 km².